# Município de Liverpool (condado de Medina, Ohio)
O município de Liverpool (em inglês: Liverpool Township) é um município localizado no condado de Medina no estado estadounidense de Ohio. No ano de 2010 tinha uma população de 5.127 habitantes e uma densidade populacional de 76,99 pessoas por km².

## Geografia
O município de Liverpool encontra-se localizado nas coordenadas 41° 13′ 41″ N, 81° 55′ 42″ O. Segundo o Departamento do Censo dos Estados Unidos, o município tem uma superfície total de 66.59 km², da qual 66,58 km² correspondem a terra firme e (0,02 %) 0,01 km² é água.

## Demografia
Segundo o censo de 2010, tinha 5.127 habitantes residindo no município de Liverpool. A densidade populacional era de 76,99 hab./km². Dos 5.127 habitantes, o município de Liverpool estava composto pelo 97,87 % brancos, o 0,37 % eram afroamericanos, o 0,12 % eram amerindios, o 0,64 % eram asiáticos, o 0,21 % eram de outras raças e o 0,78 % eram de uma mistura de raças. Do total da população o 1,5 % eram hispanos ou latinos de qualquer raça.